# Calvin Marlin
Calvin Marlin (ur. 20 kwietnia 1976 w Port Elizabeth) – południowoafrykański piłkarz występujący na pozycji bramkarza. Obecnie gra w Mamelodi Sundowns.

## Kariera klubowa
Calvin Marlin zawodową karierę rozpoczynał w sezonie 1997/1998 w zespole Seven Stars. Latem 1998 roku trafił do drużyny Kapsztad Spurs. W 1999 roku z połączenia tych dwóch klubów został założony Ajax Kapsztad. Od początku istnienia tego zespołu Marlin był jego podstawowym bramkarzem, a w debiutanckim sezonie wystąpił w 36 ligowych pojedynkach. Łącznie dla Ajaksu Kapsztad południowoafrykański golkiper rozegrał 107 spotkań.
W trakcie rozgrywek 2002/2003 Marlin postanowił zmienić klub i odszedł do Supersport United. Tam także wygrał rywalizację o miejsce między słupkami i pełnił rolę pierwszego bramkarza. W barwach Supersport United zanotował 122 występy, po czym w 2006 roku podpisał kontrakt z Mamelodi Sundowns. Od początku pobytu w nowej drużynie o miejsce w bramce rywalizował głównie ze swoim rodakiem – Brianem Baloyim.

## Kariera reprezentacyjna
W reprezentacji Republiki Południowej Afryki Marlin zadebiutował 20 marca 2002 roku w przegranym 0:1 pojedynku przeciwko Arabii Saudyjskiej. W tym samym roku Jomo Sono powołał go do 23–osobowej kadry RPA na mistrzostwa świata. Na mundialu w Korei Południowej i Japonii popularni „Bafana Bafana” zajęli trzecie miejsce w swojej grupie i odpadli z turnieju. Na mistrzostwach Marlin pełnił rolę rezerwowego dla Andre Arendse i nie wystąpił w żadnym ze spotkań.